# Día Mundial del Medio Ambiente
El Día Mundial del Medio Ambiente es una jornada que se celebra el 5 de junio desde 1973. Se estableció en 1972 por la Asamblea General de las Naciones Unidas (AGNU).

## Proclamación
El Día Mundial del Medioambiente fue establecido el 15 de diciembre de 1972 por la AGNU. La creación de este día se da en el contexto de la primera gran conferencia sobre cuestiones medioambientales, conocida como la Conferencia sobre el Medio Humano o Conferencia de Estocolmo, celebrada en junio de ese mismo año. Su finalidad es resaltar que la protección y la salud del medio ambiente son cuestiones fundamentales que afectan el bienestar de la población y el desarrollo económico mundial. Además, busca motivar a individuos, empresas y comunidades a convertirse en agentes activos del desarrollo sustentable y equitativo. Ese mismo día, también se aprobó la creación del Programa de las Naciones Unidas para el Medio Ambiente (PNUMA), que desempeña un papel crucial en la coordinación de las actividades a nivel mundial para este día.

## Celebración
Este día se celebra cada 5 de junio, coincidiendo con la apertura de la Conferencia de Estocolmo, para recordar a los gobiernos y organizaciones la importancia de llevar a cabo actividades que refuercen la preocupación por la preservación y mejora del medio ambiente. Esta celebración incluye una amplia gama de actividades, como concentraciones en calles, conciertos ecológicos, plantaciones de árboles, y campañas de reciclaje, reflejando el compromiso global con la mejora ambiental. Además, en muchos países, esta fecha es aprovechada para firmar o ratificar convenios internacionales y establecer estructuras gubernamentales para el manejo ambiental, lo que subraya la importancia política del día. Desde 1973, el Día Mundial del Medio Ambiente ha servido para profundizar la conciencia ambiental y ha generado acciones significativas a nivel global.

## Temas y países anfitriones
Resumen de los temas países y ciudades anfitrionas del DMMA
| Año  | País            | Ciudad           | Tema                                                                                  |
| ---- | --------------- | ---------------- | ------------------------------------------------------------------------------------- |
| 1973 | Suiza           | Ginebra          | Primer Día Mundial del Medio Ambiente                                                 |
| 1974 | Estados Unidos  | Spokane          | Solo una Tierra                                                                       |
| 1975 | Bangladés       | Daca             | Asentamientos humanos                                                                 |
| 1976 | Canadá          | Ontario          | Agua: Recurso vita                                                                    |
| 1977 | Bangladés       | Sylhet           | Preocupación ambiental de la capa de ozono; Pérdida de tierra y degradación de suelos |
| 1978 | Bangladés       | Sylhet           | Desarrollo sin destrucción                                                            |
| 1979 | Bangladés       | Sylhet           | Solo un futuro para nuestros hijos                                                    |
| 1980 | Bangladés       | Sylhet           | Un nuevo reto para la nueva década: Desarrollo sin destrucción                        |
| 1981 | Bangladés       | Sylhet           | Agua subterránea; Químicos tóxicos en cadenas alimenticias humanasM/'                 |
| 1982 | Bangladés       | Daca             | Diez años después de Estocolmo (Renovación de preocupaciones ambientales)             |
| 1983 | Bangladés       | Sylhet           | Manejando y disponiendo residuos peligrosos: lluvia ácida y energía                   |
| 1984 | Bangladés       | Rajshahi         | Desertificación                                                                       |
| 1985 | Pakistán        | Islamabad        | Juventud: población y el ambiente                                                     |
| 1986 | Canadá          | Ontario          | Un árbol para la paz                                                                  |
| 1987 | Kenia           | Nairobi          | Ambiente y resguardo: más que un techo                                                |
| 1988 | Tailandia       | Bangkok          | Cuando la gente pone al ambiente primero, el desarrollo durará                        |
| 1989 | Bélgica         | Bruselas         | Calentamiento global; Amenaza global                                                  |
| 1990 | México          | Ciudad de México | Los Niños y el medio ambiente                                                         |
| 1991 | Suecia          | Estocolmo        | Cambio climático: necesidad de una sociedad global                                    |
| 1992 | Brasil          | Río de Janeiro   | Solo una Tierra, preocúpate y comparte                                                |
| 1993 | China           | Pekín            | Pobreza y ambiente - Rompiendo el círculo vicioso                                     |
| 1994 | Reino Unido     | Londres          | Una Tierra, una familia                                                               |
| 1995 | Sudáfrica       | Pretoria         | Nosotros la gente: Unidos por un ambiente global                                      |
| 1996 | Turquía         | Estambul         | Nuestra Tierra, nuestro hábitat, nuestro hogar                                        |
| 1997 | Corea del Sur   | Seúl             | Por la vida en la Tierra                                                              |
| 1998 | Rusia           | Moscú            | Por la vida en la Tierra - Salva nuestros mares                                       |
| 1999 | Japón           | Tokio            | Nuestra Tierra - Nuestro futuro - ¡Solo sálvalo!                                      |
| 2000 | Australia       | Adelaida         | El milenio del ambiente – Es tiempo de actuar                                         |
| 2001 | Italia Cuba     | Torino La Habana | Conéctate a la cadena de la vida                                                      |
| 2002 | China           | Shenzhen         | Demos a la Tierra una oportunidad                                                     |
| 2003 | Líbano          | Beirut           | Agua – Dos mil millones sufren sin ella                                               |
| 2004 | España          | Barcelona        | ¡Se buscan! mares y océanos - ¿Vivos o muertos?                                       |
| 2005 | Estados Unidos  | San Francisco    | Ciudades verdes - ¡Planear para el planeta!                                           |
| 2006 | Argelia         | Argel            | Desiertos y desertificación ¡No abandones a los desiertos!                            |
| 2007 | Noruega         | Tromsø           | El deshielo, ¿un tema candente?                                                       |
| 2008 | Nueva Zelanda   | Wellington       | ¡Deja el hábito! Hacia una economía baja en carbono                                   |
| 2009 | México          | Ciudad de México | Tu planeta te necesita – Unidos para combatir el cambio climático                     |
| 2010 | Ruanda          | Kigali           | Muchas especies. Un planeta. Un futuro                                                |
| 2011 | India           | Nueva Delhi      | Bosques: la naturaleza a su servicio                                                  |
| 2012 | Brasil          |                  | Economía verde: ¿te incluye a ti?                                                     |
| 2013 | Mongolia        |                  | Piensa. Aliméntate. Ahorra                                                            |
| 2014 | Barbados        |                  | Alza tu voz, no el nivel del mar                                                      |
| 2015 | Italia          | Roma             | Siete mil millones de sueños. Un solo planeta. Consume con moderación                 |
| 2016 | Angola          |                  | Lucha por la vida salvaje                                                             |
| 2017 | Canadá          |                  | Conectar a las personas con la naturaleza                                             |
| 2018 | India           | Nueva Deli       | Un planeta sin contaminación por plásticos                                            |
| 2019 | China           |                  | Sin contaminación del aire                                                            |
| 2020 | Colombia        | Bogotá           | Biodiversidad                                                                         |
| 2021 | Pakistán        |                  | Restauración de ecosistemas                                                           |
| 2022 | Suecia          | Estocolmo        | Una sola tierra                                                                       |
| 2023 | Costa de Marfil |                  | Sin contaminación por plásticos                                                       |
| 2024 | Arabia Saudita  |                  | Nuestras tierras. Nuestro futuro                                                      |

## Días Internacionales relacionados
- Día Internacional de la Diversidad Biológica
- Día Internacional de las Montañas
- Día Internacional de los Bosques
- Día Internacional para la Prevención de la Explotación del Medio Ambiente en la Guerra y los Conflictos Armados
- Día Mundial de la Vida Silvestre
- Día de la Madre Tierra
- Día Mundial de los Océanos